# Kirkiïta
La kirkiïta és un mineral de la classe dels sulfurs. Rep el nom de les mines de Kirki (Grècia), on es troba la seva localitat tipus.

## Característiques
La kirkiïta és una sulfosal de fórmula química Pb10Bi₃As₃S19. Cristal·litza en el sistema hexagonal. La seva duresa a l'escala de Mohs és 3,5.
Segons la classificació de Nickel-Strunz, la kirkiïta pertany a «02.JB: Sulfosals de l'arquetip PbS, derivats de la galena, amb Pb» juntament amb els següents minerals: diaforita, cosalita, freieslebenita, marrita, cannizzarita, wittita, junoïta, neyita, nordströmita, nuffieldita, proudita, weibul·lita, felbertalita, rouxelita, angelaïta, cuproneyita, geocronita, jordanita, tsugaruïta, pillaïta, zinkenita, scainiïta, pellouxita, chovanita, aschamalmita, bursaïta, eskimoïta, fizelyita, gustavita, lil·lianita, ourayita, ramdohrita, roshchinita, schirmerita, treasurita, uchucchacuaïta, ustarasita, vikingita, xilingolita, heyrovskýita, andorita IV, gratonita, marrucciïta, vurroïta i arsenquatrandorita.

## Formació i jaciments
Va ser descoberta a la mina Agios Philippos, una de les mines de Kirki situades a Hebros, a la perifèria de Macedònia Oriental i Tràcia, Grècia. També ha estat descrita a la mina Guadalupe, a l'estat de Chihuahua (Mèxic) i al cràter La Fossa, a Sicília (Itàlia). Aquests tres indrets són els únics de tot el planeta on ha estat descrita aquesta espècie mineral.